# Fede (Tino di Camaino)
La Fede è un frammento di scultura marmorea a tutto tondo (64x46 cm) di Tino di Camaino, databile al 1320 circa e conservata nel Museo dell'Opera del Duomo di Firenze. In tutta probabilità proviene dal gruppo scultoreo con le Virtù teologali originariamente sopra la porta est del battistero di Firenze.

## Storia
Un documento del 1321 ricorda come già in opera su una delle porte del battistero di tre Virtù, attribuite poi a Tino di Camaino che era giunto in città nel 1320; collocati entro nicchie, come si evince dalle rappresentazioni quattrocentesche del battistero (come quella sul cassone di Giovanni Toscani al Bargello), vennero rimossi all'inizio del Cinquecento quando furono creati i gruppi marmorei di Andrea Sansovino, Francesco Rustici e Vincenzo Danti. Lanyi fu il primo ad associare la menzione con i frammenti di statue nei depositi del Duomo, ipotesi per lo più confermata dalla critica successiva con l'eccezione della personificazione con cornucopia, già indicata come Carità e oggi identificabile forse con una Sibilla. La statua della Carità originaria era infatti forse quella oggi al Museo Bardini. Della Speranza resta probabilmente la sola testa con corona d'edera, pure nel Museo dell'Opera del Duomo.

## Descrizione e stile
La Fede non ha attributi tipici, se non la corona in testa, tanto che si è pensato anche che possa rappresentare qualcos'altro, magari una Santa Reparata. La figura è frontale, forse destinata alla nicchia centrale, mostra la testa e il petto di una donna ben torniti, con l'accento sulle qualità plastiche del volume. Dalla testa pende un velo che, creando ombre scure nelle fessure ai lati del collo che evidenziano il volto, si ripiegano sulle spalle incrociandosi. Tale dettaglio, così come la robusta presenza scultorea dell'opera, vennero citati puntualmente dall'amico di Tino, Pietro Lorenzetti, nella Pala del Carmine (1336 circa).